# Гартсдейл (Нью-Йорк)
Гартсдейл (англ. Hartsdale) — переписна місцевість (CDP) в США, в окрузі Вестчестер штату Нью-Йорк. Населення — 3377 осіб (2020).

## Географія
Гартсдейл розташований за координатами 41°0′55″ пн. ш. 73°48′13″ зх. д. / 41.01528° пн. ш. 73.80361° зх. д. (41.015364, -73.803497).  За даними Бюро перепису населення США в 2010 році переписна місцевість мала площу 2,32 км², уся площа — суходіл.

## Демографія
Згідно з переписом 2010 року, у переписній місцевості мешкали 5293 особи в 2653 домогосподарствах у складі 1315 родин. Густота населення становила 2283 особи/км².  Було 2796 помешкань (1206/км²).
Расовий склад населення:
| - 72,5 % — білих - 16,7 % — азіатів - 5,5 % — чорних або афроамериканців - 0,3 % — корінних американців - 0,1 % — вихідців з тихоокеанських островів - 2,9 % — осіб інших рас |

До двох чи більше рас належало 2,0 %. Частка іспаномовних становила 12,1 % від усіх жителів.
За віковим діапазоном населення розподілялося таким чином: 15,8 % — особи молодші 18 років, 65,6 % — особи у віці 18—64 років, 18,6 % — особи у віці 65 років та старші. Медіана віку мешканця становила 44,7 року. На 100 осіб жіночої статі у переписній місцевості припадало 80,9 чоловіків;  на 100 жінок у віці від 18 років та старших — 77,6 чоловіків також старших 18 років.
Середній дохід на одне домашнє господарство  становив 126 764 долари США (медіана — 84 601), а середній дохід на одну сім'ю — 171 623 долари (медіана — 127 759). Медіана доходів становила 80 091 долар для чоловіків та 69 958 доларів для жінок. За межею бідності перебувало 5,9 % осіб, у тому числі 0,7 % дітей у віці до 18 років та 15,1 % осіб у віці 65 років та старших.
Цивільне працевлаштоване населення становило 2692 особи. Основні галузі зайнятості: освіта, охорона здоров'я та соціальна допомога — 28,9 %, науковці, спеціалісти, менеджери — 23,1 %, фінанси, страхування та нерухомість — 16,3 %.